# Grendha Ivete Sangalo
Grendha Ivete Sangalo é uma linha de sapatos e sandálias lançada pela artista musical brasileira Ivete Sangalo. Foi idealizada após uma escolha de cores e estampas realizada pela cantora, que teve a empresa de moda Grendene, produtora da grife de sapatos e sandálias Grendha. As coleções tem suas propagandas gravadas especialmente em Salvador, Bahia.

## História
Em 2002 a empresa Grendene, produtora da grife de sapatos e sandálias Grendha, assina contrato com Ivete Sangalo para lançar sua própria linha de sandálias, intitulada Grendha Ivete Sangalo. A linha é inspirada no modo de vida da cantora e sob as escolhas de cores e estampas da mesma. Em 2012 Ivete falou sobre a parceria de sua coleção, atribuindo o sucesso no mercado aos profissionais com que trabalha.
| “ | Acredito na energia das intenções de todos que pensam no belo, divertido e cheio de personalidade. São 10 anos leves, trabalhando com profissionais incríveis e que conhecem cada passo da mulher brasileira, inclusive EU!! Bom gosto associado à ideia exata da mulher brasileira. Divertida, feliz, moderna e apaixonada. | ” |

### Coleção internacional
Em 2011 Ivete em parceria com a Grendha passaram a produzir uma coleção de sandálias que viria à ser lançada em Portugal e, posteriormente, em alguns outros países da Europa. A criação da linha foi feita especialmente à pedido da Escala. O comercial, produzido pela Conspiração Filmes em coprodução com a empresa portuguesa da Readytoshoot, foi gravado diretamente das ruas de Lisboa para aderir-lo à televisão portuguesa. A campanha teve como diretor de criação Régis Montagna e Eduardo Axelrud, diretor de arte Jacques Fernandes, produtora Flávia Cota e redatores Gustavo Spanholi e Juliano Faerman.
| “ | O nosso maior receio era filmar nas ruas com uma estrela internacional, que em geral é muito assediada. Mas a relação dos portugueses com celebridades é muito diferente da nossa, e tudo correu como planejamos | ” |

Em junho de 2012 Ivete viajou para a Rússia junto com profissionais e design da empresa com o propósito de buscar inspiração para lançar uma coleção de primavera inspirada no país. Apesar de ter a temática russa, a linha foi lançada apenas no Brasil

### Comemoração de aniversário
Em 2012 a grife Grendha Ivete Sangalo completou dez anos. Como comemoração a cantora Ivete Sangalo abriu uma promoção para os compradores e fãs enviarem vídeos, de onde foram escolhidos os 25 melhores para participar do videoclipe oficial da canção "Meu Par", junto com a artista em comemoração da década da linha de sandálias. O vídeo estreou em 20 de abril de 2012.